# A91-es autópálya (Olaszország)
Az A91-es autópálya Rómát köti össze a Leonardo da Vinci Nemzetközi Repülőtérrel.

## Útvonal
| A91 ROMA-FIUMICINO |                                                  |      |      |       |            |
| Típus              | Jelzés                                           | ↓km↓ | ↑km↑ | Megye | Európai út |
|                    | Viadotto della Magliana                          | 0,0  | 18,5 | RM    |            |
|                    | Via della Magliana                               |      |      | RM    |            |
|                    | Viale Isacco Newton                              |      |      | RM    |            |
|                    | Parco de' Medici / Viale Castello della Magliana |      |      | RM    |            |
|                    | "Magliana" pihenőhely                            | 6,5  | 12,5 | RM    |            |
|                    | Grande Raccordo Anulare                          | 6,6  | 11,9 | RM    |            |
|                    | Nuova Fiera di Roma                              |      |      | RM    |            |
|                    | Civitavecchia                                    | 14,3 | 4,2  | RM    |            |
|                    | Parco Leonardo                                   |      |      | RM    |            |
|                    | Aeroporto Internazionale Leonardo da Vinci       | 18,5 | 0,0  | RM    |            |

### Fordítás
- Ez a szócikk részben vagy egészben  az   Autostrada A91 című olasz Wikipédia-szócikk fordításán alapul.  Az eredeti cikk szerkesztőit annak laptörténete sorolja fel. Ez a jelzés csupán a megfogalmazás eredetét és a szerzői jogokat jelzi, nem szolgál a cikkben szereplő információk forrásmegjelöléseként.